# طوابع الجزائر 1965
يُسجل هذا المقال الطوابع البريدية الجزائرية التي أصدرتها إدارة البريد في عام 1965.

## العموميات
تحمل الإصدارات عبارة « اَلْجُمهُورِيَّة اَلْجَزَائِرِيَّة اَلدِّيمُقرَاطِيَّة اَلشَّعبِيَّة » و« البريد » باللغة العربية. أما باللغة الفرنسية فهناك عبارتان هما « Algérie » والتي تعني الجزائر و« Postes » والتي تعني البريد، بالإضافة إلى قيمة اسمية محددة بالدينار جزائري

## قائمة الطوابع الصادرة
| 045 |  | الأتمتة 0.30 دج القيمة الاسمية: 0٫45 دينار جزائري الكمية المطبوعة: 1٬000٬000 طابع بريد تاريخ الإصدار: 1 يناير 1965 تاريخ السحب: 15 نوفمبر 1967 الطول: 17 مليمتر الارتفاع: 21 مليمتر التسنين: تثقيب ½13 الرسام: الطابع: |  | الوصف صدر هذا الطابع في 1 يناير 1965 بقيمة 0.45 دج، ويُجسّد رمزيًا انخراط الجزائر في مسار التحديث التقني، من خلال مركز إلكتروني ورمز الذرة، كإشارة إلى التقدم الصناعي والبحث العلمي. طُبع لدى مطبعة البريد PTT بباريس، بعدد نسخ 1,000,000، وسُحب من التداول في 15 نوفمبر 1967. |

| 046 |  | إعادة الإعمار 0.50 دج القيمة الاسمية: 0٫50 دينار جزائري الكمية المطبوعة: 7٬000٬000 طابع بريد تاريخ الإصدار: 1 يناير 1965 تاريخ السحب: 15 سبتمبر 1970 الطول: 17 مليمتر الارتفاع: 21 مليمتر التسنين: تثقيب ½13 الرسام: الطابع: |  | الوصف طابع ذو قيمة 0.50 دج صدر في نفس السلسلة بتاريخ 1 يناير 1965، يُبرز جهود الدولة في إعادة إعمار البنية التحتية المتضررة بعد الاستقلال، بما في ذلك المدارس والمستشفيات والمرافق العامة. طُبع بكمية 7,100,000 نسخة، وسُحب في 15 سبتمبر 1970. |

| 047 |  | الميكانيك 0.65 دج القيمة الاسمية: 0٫65 دينار جزائري الكمية المطبوعة: 1٬000٬000 طابع بريد تاريخ الإصدار: 1 يناير 1965 تاريخ السحب: 15 نوفمبر 1967 الطول: 17 مليمتر الارتفاع: 21 مليمتر التسنين: تثقيب 13 الرسام: الطابع: |  | الوصف يُجسد هذا الطابع الصادر في 1 يناير 1965 بقيمة 0.65 دج أهمية الميكانيك كعنصر حاسم في تطوير الصناعة الوطنية، من خلال اعتماد الآلات والمركبات والأجهزة الإنتاجية. طُبع بعدد 1,000,000 نسخة، وسُحب في 15 نوفمبر 1967. |

| 048 |  | الفلاحة 0.85 دج القيمة الاسمية: 0٫85 دينار جزائري الكمية المطبوعة: 1٬000٬000 طابع بريد تاريخ الإصدار: 1 يناير 1965 تاريخ السحب: 15 نوفمبر 1967 الطول: 17 مليمتر الارتفاع: 21 مليمتر التسنين: تثقيب 13 الرسام: الطابع: |  | الوصف طابع ذو قيمة 0.85 دج صدر أيضًا في 1 يناير 1965، يُظهر رمزياً الجهود الزراعية ومكافحة المجاعة عبر استصلاح الأراضي الزراعية وتحسين الإنتاج الفلاحي. طُبع بعدد 1,000,000 نسخة، وسُحب من التداول بتاريخ 15 نوفمبر 1967. |

| 049 |  | الميكانيك 0.95 دج القيمة الاسمية: 0٫95 دينار جزائري الكمية المطبوعة: 2٬000٬000 طابع بريد تاريخ الإصدار: 1 يناير 1965 تاريخ السحب: 15 نوفمبر 1967 الطول: 17 مليمتر الارتفاع: 21 مليمتر التسنين: تثقيب ½13 الرسام: الطابع: |  | الوصف آخر طابع في السلسلة، بقيمة 0.95 دج، يمثل نفس موضوع الإعمار، لكن بوجه مخصص للأعمال الكبرى والبنية الاستراتيجية، وهو من الطوابع ذات القيمة العليا. صُدر في 1 يناير 1965، وبلغت طبعته 2,000,000 نسخة، وسُحب في 15 نوفمبر 1967. |

| 050 |  | الأتمتة 0.15 دج القيمة الاسمية: 0٫15 دينار جزائري الكمية المطبوعة: 3٬200٬000 طابع بريد تاريخ الإصدار: 28 فبراير 1965 تاريخ السحب: 15 نوفمبر 1967 الطول: 17 مليمتر الارتفاع: 21 مليمتر التسنين: تثقيب ½13 الرسام: الطابع: |  | الوصف صدر هذا الطابع في 28 فبراير 1965، وتبلغ قيمته الاسمية 0.15 دينار جزائري، ويجسد موضوع الأتمتة في إطار السياسة الصناعية الجزائرية بعد الاستقلال. يندرج هذا الإصدار ضمن برنامج وطني للتنمية الاقتصادية أقرّه مجلس الثورة بهدف دفع عجلة التصنيع. يحمل التصميم صورة ترمز إلى التروس، كرمز للتحديث التقني. تم طباعة الطابع في مطبعة البريد في باريس. |

| 051 |  | الميكانيك 0.30 دج القيمة الاسمية: 0٫30 دينار جزائري الكمية المطبوعة: 97٬590٬000 طابع بريد تاريخ الإصدار: 18 أبريل 1965 تاريخ السحب: 6 نوفمبر 1971 الطول: 17 مليمتر الارتفاع: 21 مليمتر التسنين: تثقيب ½13 الرسام: الطابع: |  | الوصف أُصدر هذا الطابع في 18 أبريل 1965 بقيمة اسمية 0.30 دينار جزائري، ويُعد جزءًا من سلسلة طوابع تمثل جهود الدولة الجزائرية في التصنيع وتطوير القطاع الميكانيكي بعد الاستقلال. يرمز التصميم إلى عجلة مسننة تمثل الصناعة والميكانيك، وهو مجال اعتُبر محوريًا في خطة الثورة الصناعية الوطنية بقيادة مجلس الثورة. تمت طباعة الطابع في مطبعة البريد PTT بباريس، وتم سحبه من التداول بتاريخ 6 نوفمبر 1971، بعد طبع 975,990 نسخة. |

| 052 |  | الحرف الصحراوية 0.20 دج القيمة الاسمية: 0٫20 دينار جزائري الكمية المطبوعة: 1٬000٬000 طابع بريد تاريخ الإصدار: 29 مايو 1965 تاريخ السحب: 19 نوفمبر 1966 الطول: 22 مليمتر الارتفاع: 36 مليمتر التسنين: تثقيب 13 الرسام: الطابع: |  | الوصف صدر هذا الطابع في 29 مايو 1965، بقيمة اسمية 0.20 دينار جزائري، ويُبرز أحد رموز الصناعات التقليدية في جنوب الجزائر، وهو سرج المهري المستعمل من قِبل الرحل في الصحراء. يُعد السرج خفيف الوزن ومزخرفًا يدوياً بجلود ملونة وخيوط تطريز، ويعكس جانبًا من الفنون اليدوية المرتبطة بالحياة البدوية. طُبع الطابع من طرف مطبعة البريد PTT في باريس، ويبلغ عدد النسخ المطبوعة 1,000,000 نسخة، وسُحب من التداول في 19 نوفمبر 1966. |

| 053 |  | حريق مكتبة جامعة الجزائر القيمة الاسمية: 0٫25 دينار جزائري الكمية المطبوعة: 500٬000 طابع بريد تاريخ الإصدار: 7 يونيو 1965 تاريخ السحب: 19 نوفمبر 1966 الطول: 22 مليمتر الارتفاع: 36 مليمتر التسنين: تثقيب 13 الرسام: شكري مصلي الطابع: |  | الوصف صدر هذا الطابع التذكاري في 7 يونيو 1965، بقيمة 0.20 + 0.05 دينار جزائري، لإحياء ذكرى حريق المكتبة الوطنية الجزائرية الذي وقع يوم 7 يونيو 1962، إثر هجوم مدبر من طرف المنظمة الجيش السري. يُظهر التصميم واجهة المبنى المتفحم، ويعكس حجم الخسائر الثقافية الجسيمة التي لحقت بأكثر من 500 ألف كتاب. يُعد الطابع جزءًا من حملة لجمع التبرعات من أجل إعادة بناء المكتبة الجامعية، ونُقِش عليه رسم للفنان ميسلي، وتمت طباعته في مطبعة البريد PTT في باريس، بعدد نسخ بلغ 500,000، وتم سحبه من التداول بتاريخ 19 نوفمبر 1966. |

| 054 |  | الأتمتة 0.12 دج القيمة الاسمية: 0٫12 دينار جزائري الكمية المطبوعة: 3٬500٬000 طابع بريد تاريخ الإصدار: 20 يونيو 1965 تاريخ السحب: 15 سبتمبر 1970 الطول: 17 مليمتر الارتفاع: 21 مليمتر التسنين: تثقيب ½13 الرسام: الطابع: |  | الوصف صدر هذا الطابع في 20 يونيو 1965، بقيمة اسمية 0.12 دينار جزائري، ويُسلّط الضوء على جهود الدولة الجزائرية في إدخال الأتمتة ضمن نظامها الاقتصادي والإداري بعد الاستقلال. يشير التصميم إلى أتمتة فرز البريد، ويعكس تطور البنية التحتية التقنية من أجل تحسين الخدمات العامة مثل البريد والاتصالات والإدارة المالية. تمت طباعة الطابع في مطبعة البريد PTT بباريس، وبلغ عدد النسخ المطبوعة 3,500,000 نسخة، وتم سحبه من التداول في 15 سبتمبر 1970. |

| 055 |  | سنة التعاون الدولي 0.30 دج القيمة الاسمية: 0٫30 دينار جزائري الكمية المطبوعة: 1٬000٬000 طابع بريد تاريخ الإصدار: 29 أغسطس 1965 تاريخ السحب: 31 ديسمبر 1968 الطول: 36 مليمتر الارتفاع: 22 مليمتر التسنين: تثقيب 13 الرسام: علي علي خوجة الطابع: |  | الوصف صدر هذا الطابع في 29 أغسطس 1965، بقيمة اسمية 0.30 دينار جزائري، احتفالاً بإعلان سنة 1965 "سنة التعاون الدولي" من قِبل منظمة الأمم المتحدة. يظهر في التصميم رمز للسلام والتعاون وسط طغيان اللون الأحمر. تمت طباعته في مطبعة البريد PTT بباريس، بعدد نسخ بلغ 1,000,000 نسخة، وسُحب من التداول في 31 ديسمبر 1968. |

| 056 |  | سنة التعاون الدولي 0.60 دج القيمة الاسمية: 0٫60 دينار جزائري الكمية المطبوعة: 1٬000٬000 طابع بريد تاريخ الإصدار: 29 أغسطس 1965 تاريخ السحب: 31 ديسمبر 1968 الطول: 36 مليمتر الارتفاع: 22 مليمتر التسنين: تثقيب 13 الرسام: علي علي خوجة الطابع: |  | الوصف طابع تذكاري ثانٍ صدر في نفس التاريخ (29 أغسطس 1965)، لكن بقيمة اسمية 0.60 دينار جزائري، ويتميز بتصميم مماثل للطابع الأحمر، لكن بلون أزرق وبمضاعفة القيمة الاسمية، مما يعكس أهمية الحدث والتكلفة البريدية الأعلى لبعض المراسلات الدولية. التصميم من إنجاز الفنان أ. علي خُضّار، وطُبع في مطبعة البريد PTT بباريس بعدد 1,000,000 نسخة، وسُحب من التداول في 31 ديسمبر 1968. |

| 057 |  | الذكرى المئوية للاتحاد الدولي للاتصالات 0.60 دج القيمة الاسمية: 0٫60 دينار جزائري الكمية المطبوعة: 1٬000٬000 طابع بريد تاريخ الإصدار: 19 سبتمبر 1965 تاريخ السحب: 31 ديسمبر 1968 الطول: 36 مليمتر الارتفاع: 22 مليمتر التسنين: تثقيب 13 الرسام: علي علي خوجة الطابع: |  | الوصف طابع البريد الجزائري "الذكرى المئوية لتأسيس الاتحاد الدولي للاتصالات" (1965) صدر هذا الطابع في 19 سبتمبر 1965، بقيمة اسمية 0.60 دينار جزائري، إحياءً للذكرى المئوية لتأسيس الاتحاد التلغرافي الدولي في 17 مايو 1865 بباريس، والذي أصبح لاحقًا الاتحاد الدولي للاتصالات (UIT). يتميز التصميم باللون البنفسجي والأخضر ويتوسطه شعار UIT. الطابع من تصميم الفنان أ. علي خُضّار، وبلغ عدد نسخه 1,000,000 نسخة، وتمت طباعته في مطبعة البريد PTT بباريس، وسُحب من التداول بتاريخ 31 ديسمبر 1968. |

| 058 |  | الذكرى المئوية للاتحاد الدولي للاتصالات 0.95 دج القيمة الاسمية: 0٫95 دينار جزائري الكمية المطبوعة: 1٬000٬000 طابع بريد تاريخ الإصدار: 19 سبتمبر 1965 تاريخ السحب: 31 ديسمبر 1968 الطول: 36 مليمتر الارتفاع: 22 مليمتر التسنين: تثقيب 13 الرسام: علي علي خوجة الطابع: |  | الوصف صدر بالتزامن مع الطابع الأول في 19 سبتمبر 1965، لكن بقيمة اسمية 0.95 دينار جزائري، ويتميز بلون بني والأحمر أكثر غمقًا مع ذات الشعار المركزي للاتحاد. يُبرز أهمية التقدم في مجال الاتصال السلكي واللاسلكي، ويُعتبر من الطوابع ذات القيمة الأعلى ضمن السلسلة. الطابع من تصميم علي علي خوجة، وطُبع في مطبعة البريد PTT بباريس، بكمية بلغت 1,000,000 نسخة، وسُحب من التداول في 31 ديسمبر 1968. |

| 059 |  | المنمنمات الجزائرية - موسيقيون القيمة الاسمية: 0٫30 دينار جزائري الكمية المطبوعة: 1٬300٬000 طابع بريد تاريخ الإصدار: 25 ديسمبر 1965 تاريخ السحب: 31 ديسمبر 1968 الطول: 33 مليمتر الارتفاع: 48 مليمتر التسنين: تثقيب ½11 الرسام: محمد راسم الطابع: |  | الوصف صدر هذا الطابع في 25 ديسمبر 1965، بقيمة اسمية 0.30 دينار جزائري، ويُظهر مشهدًا لفرقة موسيقية في الجزائر العاصمة في الحقبة العثمانية، كما رسمها الفنان محمد راسم. يحتفي التصميم بتعدد الأشكال الموسيقية التي كانت سائدة، مثل المالوف والموشحات والقصبة والراي والشيخات. طُبع الطابع من طرف شركة Courvoisier، وبلغ عدد نسخه 1,300,000 نسخة، وسُحب من التداول في 31 ديسمبر 1968. |

| 060 |  | المنمنمات الجزائرية - موسيقيات القيمة الاسمية: 0٫60 دينار جزائري الكمية المطبوعة: 1٬000٬000 طابع بريد تاريخ الإصدار: 25 ديسمبر 1965 تاريخ السحب: 31 ديسمبر 1968 الطول: 33 مليمتر الارتفاع: 48 مليمتر التسنين: تثقيب ½11 الرسام: محمد راسم الطابع: |  | الوصف صدر بالتزامن مع الطابع السابق في 25 ديسمبر 1965، بقيمة اسمية 0.60 دينار جزائري، ويُبرز دور الفرق النسائية الموسيقية التي كانت تُحيي حفلات الأعراس والمناسبات الخاصة في المجتمع الجزائري القديم، ويُظهر نساء يعزفن على آلات تقليدية كالطار والدربوكة. التصميم مستوحى من إحدى منمنمات محمد راسم، والطابع طُبع لدى شركة Courvoisier، بكمية 1,000,000 نسخة، وتم سحبه من التداول في 31 ديسمبر 1968. |

| 061 |  | المنمنمات الجزائرية - أميرة القيمة الاسمية: 5 دينار جزائري الكمية المطبوعة: 500٬000 طابع بريد تاريخ الإصدار: 25 ديسمبر 1965 تاريخ السحب: 31 ديسمبر 1968 الطول: 33 مليمتر الارتفاع: 48 مليمتر التسنين: تثقيب ½11 الرسام: محمد راسم الطابع: |  | الوصف صدر هذا الطابع في 25 ديسمبر 1965، بقيمة اسمية 5.00 دينار جزائري، ويُجسّد إحدى المنمنمات الشهيرة للفنان محمد راسم التي تُظهر أميرة جزائرية في لباس تقليدي فاخر، وسط زخارف شرقية غنية. يُعد هذا الطابع من أكثر الإصدارات تميزًا من حيث القيمة الاسمية، ويعكس جمال المرأة الجزائرية في الحقبة العثمانية كما صوّره الفنان في أعماله. طُبع الطابع من طرف شركة Courvoisier، بكمية بلغت 500,000 نسخة، وتم سحبه من التداول في 31 ديسمبر 1968. |